# Žírovice
Žírovice (korábban csehül Syrmice, Sirmice, németül Sirmitz) Františkovy Lázně településrésze Csehországban a Karlovy Vary-i kerület Chebi járásában. A városközponttól 3 km-re északra, 452 m tengerszint feletti magasságban fekszik. A 2001-es népszámlálási adatok szerint 72 lakóháza és 214 lakosa van. Területén fekszik még Seníky tanya is.

## Története
Írott források elsőként 1297-ben említik. 1880-tól önálló község volt, 1961-ben Františkovy Lázně városhoz csatolták.

## Nevezetessége
- Lepkeház és botanikus kertje.